# صحيفة حريت
صحيفة حريت (بالتركية: Hürriyet)‏ ـ (بالإنجليزية: Hurriyet Daily News)‏ ، هي صحيفة تركية يومية الناطقة باللغة الإنجليزية، تأسست عام 1961م، وتوزع حالياً مجموعة دوغان الإعلامية.

## وصلة خارجية
- الموقع الرسمي للصحيفة